# Прапор Ярмолинців
Прапор Ярмолинців — офіційний символ смт Ярмолинці Ярмолинецької ОТГ Хмельницького району Хмельницької області, затверджений 20 жовтня 2021 р. рішенням сесії селищної ради. Художники -  В.М.Напиткін, П.Б.Войталюк.

## Опис
Квадратне полотнище розділене горизонтально на дві рівновеликі смуги – синю і червону. На верхній смузі жовті терези, на нижній білі гамаїди.